# Comunità Montana Tanagro - Alto e Medio Sele

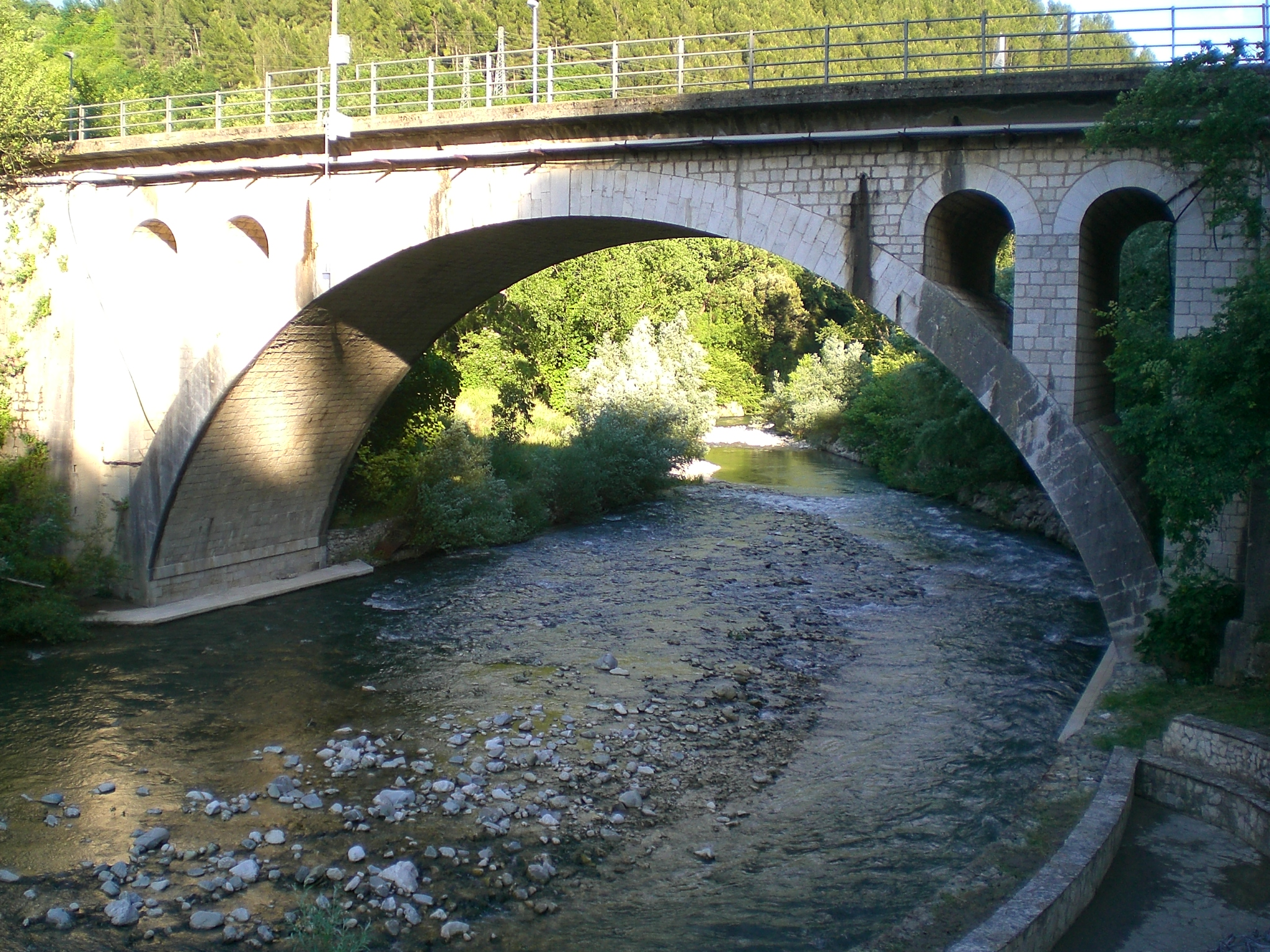
Sele bei Contursi Terme

Die Comunità Montana Tanagro - Alto e Medio Sele ist eine Vereinigung aus fünfzehn Gemeinden in der italienischen Provinz Salerno in der Region Kampanien. Sie wurde 2008 gegründet aus der Vereinigung der Bergkommunen Comunità Montane Zona Tanagro und Alto e Medio Sele.
Das Gebiet der Comuni Comunità Montana Tanagro - Alto e Medio Sele umfasst die Gemeinden rund um den Fluss Tanagro sowie des mittleren Teils des Sele und hat eine Ausdehnung von 561 km².
In den fünfzehnköpfigen Rat der Comunità entsenden die Gemeinderäten der beteiligten Kommunen je ein Mitglied.

## Mitglieder
Die Comunità umfasst folgende Gemeinden:
- Auletta
- Buccino
- Caggiano
- Campagna
- Castelnuovo di Conza
- Colliano
- Contursi Terme
- Laviano
- Oliveto Citra
- Palomonte
- Ricigliano
- Romagnano al Monte
- Salvitelle
- San Gregorio Magno
- Santomenna
- Valva